# Egyptská mytologie

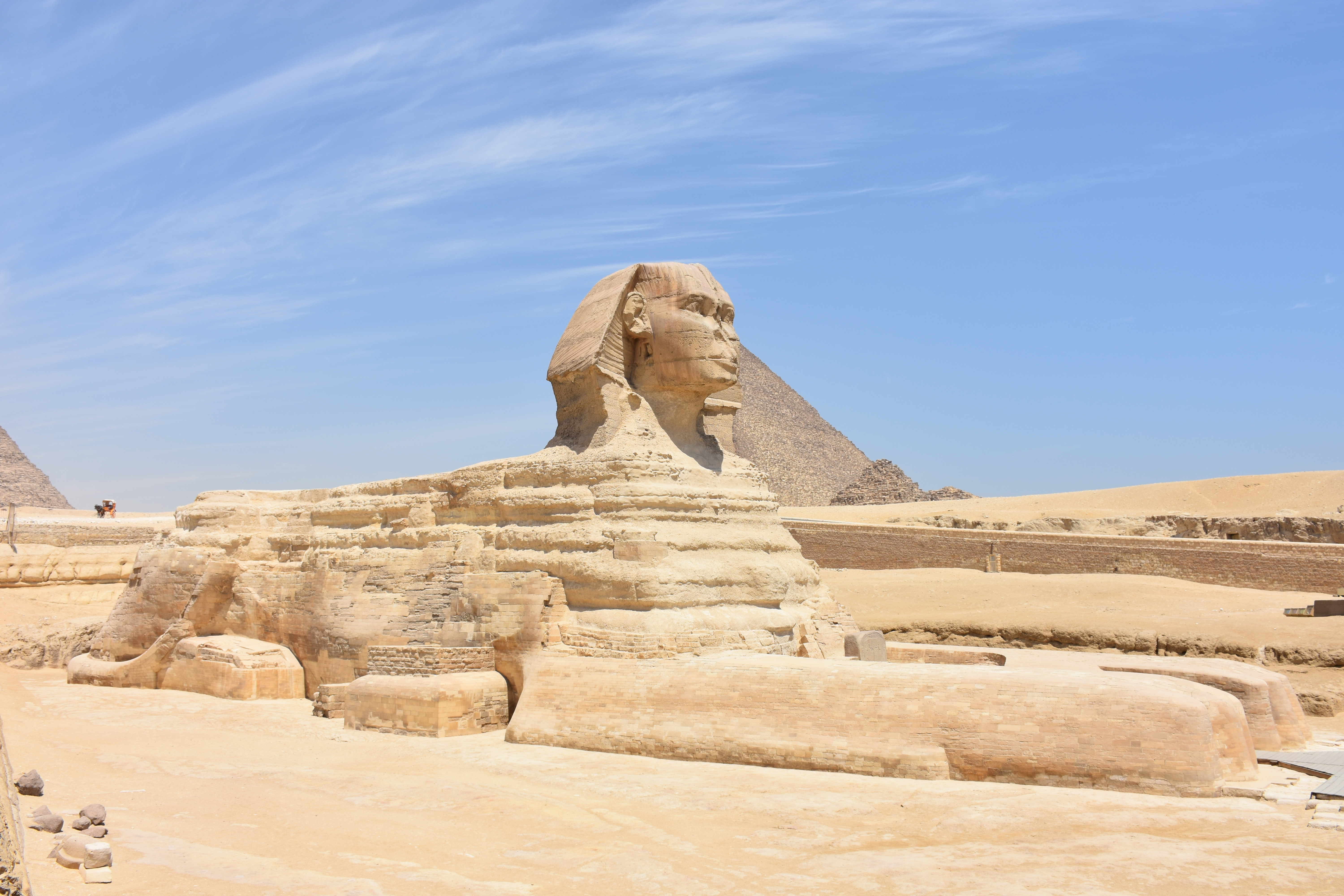
Sfinga v Gíze

Mytologie ve starověkém Egyptě byla spolu s kultem egyptských bohů určujícím prvkem egyptského náboženství. Zahrnuje velké množství často nesourodých a dokonce rozporných samostatných příběhů o bozích a jejich vzájemném jednání, jejichž prostřednictvím je vysvětlována podstata skutečnosti; na rozdíl od ostatních starověkých kulturních okruhů v nich zpravidla nevystupují lidé. Důležitou součástí egyptské mytologie byly mýty královské  ideologie, jejichž cílem bylo představit panovníka jako bytost patřící do světa bohů.
Prvotní známky egyptské mytologie pochází z doby kolem 5. tisíciletí př. n. l. Přestože jsou mytologické představy doloženy od nejstarší historické doby a v řadě případů lze poukázat na jejich pravěké kořeny, k jejich uspořádání patrně došlo teprve na konci Staré říše nebo až ve Střední říši, ucelené formy mýtů jsou doloženy teprve z Nové říše a období následujících.
Hlavním bohem byl Re, později Amon-Re. Byl to vládce dne a noci.